# Silvana sin lana
Silvana sin lana é uma telenovela estadunidense produzida e exibida pela Telemundo entre 19 de julho de 2016 e 16 de janeiro de 2017.
É uma história original de Rodrigo Bastidas e Elena Muñoz, adotado por Sandra Velasco e dirigido por Luis Manzo e Ricardo Schwarz. É um remake da telenovela chilena Pituca sin lucas.
É protagonizada por Maritza Rodríguez e Carlos Ponce e antagonizada por Marimar Vega e Roberto Escobar a primeira atriz Adriana Barraza.

## Enredo
Silvana "Chivis" (Maritza Rodríguez) é uma mulher rica que terá que se mudar com sua família para um bairro popular, onde conhece seu vizinho Manuel (Carlos Ponce), que é um distribuidor de frutos do mar que não suporta o povo da alta classe. Os dois farão o seu melhor para não perturbar o equilíbrio de seus corações e se entregar ao amor que sentem, como isso seria uma incoerência absoluta para o mundo de cada um.Mas eles acabam por ficar juntos.

## Elenco
- Maritza Rodríguez - Silvana "Chivis" Rivapalacios Altamirano de Villaseñor[3]
- Carlos Ponce - Manuel "El Tiburón" Gallardo[3]
- Marimar Vega - Stella Pérez[3]
- Adriana Barraza - Trinidad "Trini" Altamirano Vda. de Rivapalacios [3]
- Ricardo Abarca - Vicente Gallardo[3]
- Marcela Guirado - María José "Majo" Villaseñor Rivapalacios[3]
- Thali García - María de los Ángeles "Angie" Villaseñor Rivapalacios[3]
- Patricio Gallardo - Jorge Gallardo[3]
- Samantha Dagnino - Margarita Hernández[3]
- Alexandra Pomales - Lucía "Lucha" Gallardo[3]
- Vince Miranda - Andrés Montenegro[3]
- Javier Valcárcel - Domingo "Dominique"  Gómez[3]
- Santiago Torres - Pedro "Pedrito" Gallardo[3]
- Briggitte Bozzo - María Guadalupe "Lupita" Villaseñor Rivapalacios[3]
- Eduardo Ibarrola - Don Benito de Mendoza[3]
- Raury Rolander - Alfredo "Poncho" Archundia[3]
- Roberto Escobar - Antonio José Villaseñor[3]
- Anastasia Mazzone - Catalina "Cata" Hernández Pons[3]
- Ana Carolina Grajales - Alejandra
- Andres Cortino - Juan "Juanito"
- Estefany Oliveira - Genesis
- Gabriel Tarantini - Benjamin González
- Carl Mergenthaler - Rafael "Rafa" Linares